# Piz Cambrialas
Piz Cambrialas – szczyt w Alpach Glarneńskich, części Alp Zachodnich. Leży w Szwajcarii, w kantonie Gryzonia. Należy do podgrupy Alp Glarneńskich właściwych. Szczyt można zdobyć ze schroniska Hüfihütte (2334m) lub Hinterbalmhütte (1817 m).